# Izumisano
Izumisano (japanska: 泉佐野市?, Izumisano-shi) är en stad i Osaka prefektur i Japan. Staden fick stadsrättigheter 1948.
Den norra delen av Kansais internationella flygplats, som ligger på en konstgjord ö, ligger i Izumisano. 